# قسم ساردوئيه الريفي
قسم ساردوئيه الريفي (بالإنجليزية: Sarduiyeh Rural District)‏ (بالفارسية: دهستان ساردوئيه) هي منطقة ريفية في ناحية ساردوئيه، مقاطعة جيروفت، محافظة كرمان، إيران. في إحصاءِ سكان 2006، بلغ عدد سكانها 12,594نسمة، في 2,326 عائلة، وفيها 98 قرية.